# Brazlaw
Brazlaw (ukrainisch und russisch Брацлав; polnisch Bracław jiddisch בראָסלעוו Broslew) ist eine Siedlung städtischen Typs in der Oblast Winnyzja in der Ukraine mit etwa 6000 Einwohnern. Die Ortschaft liegt am Südlichen Bug in der historischen Landschaft Podolien.

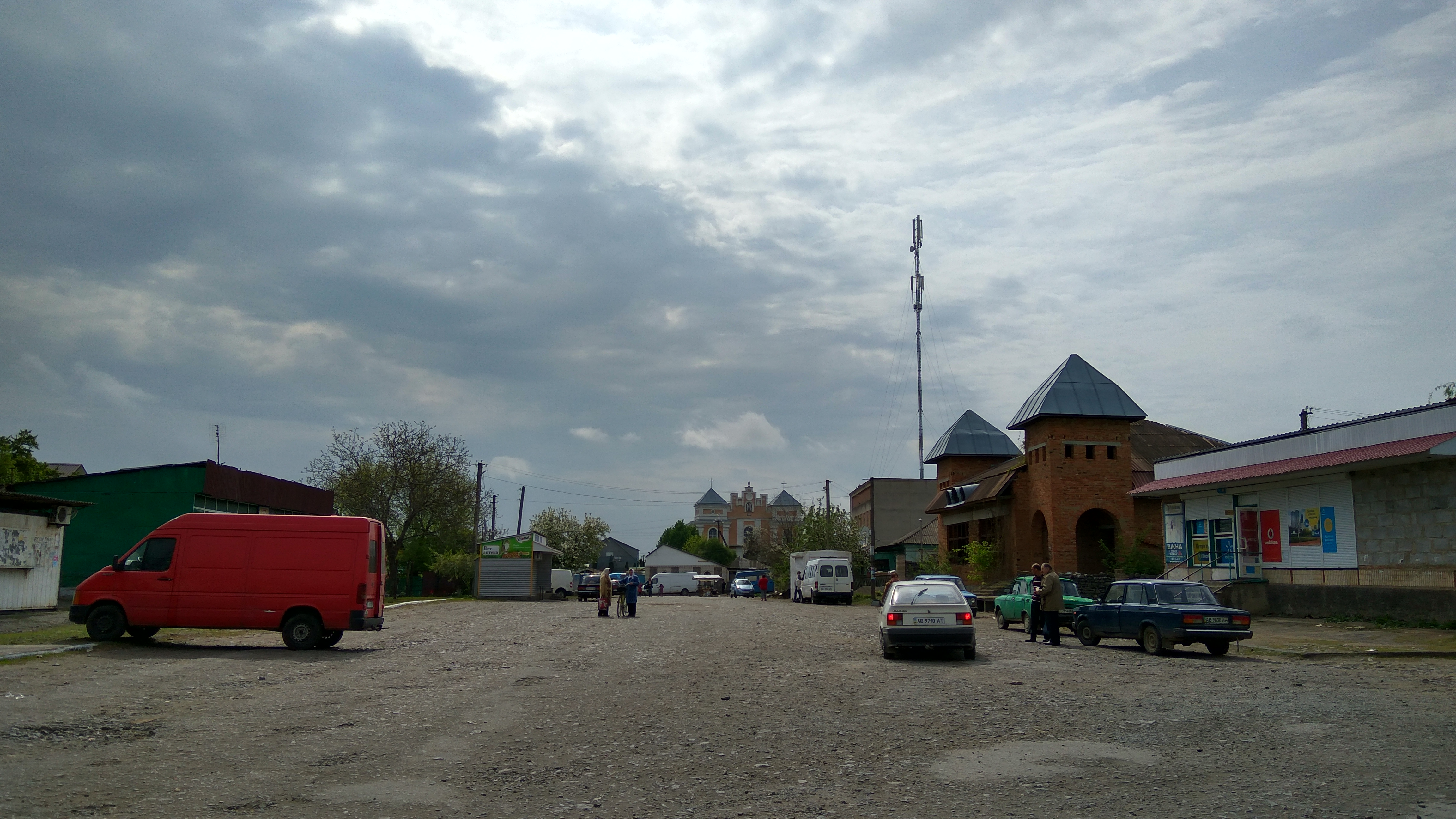
Blick in den Ort

## Geschichte
Brazlaw teilt weitgehend die Geschichte der Ukraine und Polens.
Die Burg Brazlaw wurde 1362 auf dem Gebiet des damaligen Fürstentums Halytsch-Wolhynien errichtet. 1479 wurde der um die Burg entstandene Ort von den Krimtataren zerstört, 600 Einwohner, darunter 400 Juden getötet. Brazlaw diente als wichtige Grenzbefestigung gegen die islamischen Reiche im Süden. Trotz starker Befestigung wurde es 1551 vom Khanat der Krim erobert. 1569 erhielt der Ort vom polnischen König Sigismund II. August das Magdeburger Stadtrecht und war seitdem eine „freie Stadt“.
Seit Anfang des 16. Jahrhunderts gab es eine bedeutende jüdisch-chassidische Gemeinde in der Stadt (jiddisch בראָסלעוו/Broslev). 1370 bis 1569 gehörte die Stadt als Zentrum des Gebietes Brazlawschtschyna zum Großfürstentum Litauen, danach zu Polen-Litauen und war bis 1598 Zentrum der Woiwodschaft Bracław. In der Woiwodschaft waren von 65.000 Haushalten 60.000 im Besitz von 18 Magnatenfamilien. 1648 kam die Stadt infolge des Chmelnyzkyj-Aufstands unter die Herrschaft von Bohdan Chmelnyzkyj. In einem Pogrom wurden alle Juden getötet.
Infolge des Osmanisch-Polnischen Krieges 1672–1676 fiel Brazlaw 1672 bis 1699 mit Podolien unter osmanische Herrschaft, bevor es im Rahmen der militärischen Niederlage der Osmanen wieder an Polen zurückfiel. Schließlich wurde die Stadt mit der Zweiten polnischen Teilung 1793 Teil des Russischen Reiches im Gouvernement Podolien. 1802 bis 1810 lehrte Rabbi Nachman, der Gründer einer bedeutenden chassidischen Schule, der Bratslaver Chassidim, in der Stadt. 1895 hatte die Stadt 2460 jüdische Bewohner, das waren rund 40 % der Gesamtbevölkerung.
Da die Stadt keinen Eisenbahnanschluss erhielt, verlor sie im 19. Jahrhundert stark an Bedeutung. Nach dem Ersten Weltkrieg gehörte Brazlaw vorübergehend zur Volksrepublik Ukraine. Nach der Niederlage der Ukraine gegen Sowjetrussland war das Gebiet im Polnisch-Sowjetischen Krieg von 1920 umstritten und kam schließlich an die Ukrainische Sozialistische Sowjetrepublik.
Zwischen Mai 1919 und März 1921 kam es zu zahlreichen Pogromen mit über 200 getöteten Juden. Viele Juden zogen daraufhin in größere Städte. 1939 stellten Juden noch rund 1000 von insgesamt 4000 Einwohnern.
Am 22. Juli 1941 wurde Brazlaw durch die deutsche Armee besetzt und dem rumänischen Besatzungsgebiet Transnistria angegliedert. Ein Ghetto wurde im Ort errichtet und mit deportierten Juden aus Bessarabien und der ehemaligen Bukowina gefüllt. Anfang 1942 wurden die Ghettobewohner erschossen oder in Konzentrationslager verschleppt. Am 17. März 1944 befreite die Rote Armee das Konzentrationslager und den Ort und Brazlaw wurde erneut der Ukrainischen SSR angegliedert. Seit dem Zerfall der Sowjetunion 1991 gehört die Ortschaft zur unabhängigen Ukraine.

## Verwaltungsgliederung
Am 12. Juli 2017 wurde die Siedlung zum Zentrum der neugegründeten Siedlungsgemeinde Brazlaw (Брацлавська селищна громада/Brazlawska selyschtschna hromada), zu dieser zählten auch die 5 Dörfer Hrabowez, Hranitne, Jastrubycha, Monastyrske und Sorokoduby, bis dahin bildete sie die gleichnamige Siedlungsratsgemeinde Brazlaw (Брацлавська селищна рада/Brazlawska selyschtschna rada) im Süden des Rajons Nemyriw.
Am 12. Juni 2020 kamen noch die 13 in der untenstehenden Tabelle aufgelisteten Dörfer zum Gemeindegebiet.
Am 17. Juli 2020 kam es im Zuge einer großen Rajonsreform zum Anschluss des Rajonsgebietes an den Rajon Tultschyn.
Folgende Orte sind neben dem Hauptort Brazlaw Teil der Gemeinde:
| Name                            | Name                    | Name                                             |
| ukrainisch transkribiert        | ukrainisch              | russisch                                         |
| ------------------------------- | ----------------------- | ------------------------------------------------ |
| Anzypoliwka                     | Анциполівка             | Анциполовка (Anzipolowka)                        |
| Buhakiw                         | Бугаків                 | Бугаков (Bugakow)                                |
| Dowschok                        | Довжок                  | Должок (Dolschok)                                |
| Hlynske                         | Глинське                | Глинское (Glinskoje)                             |
| Hrabowez                        | Грабовець               | Грабовец (Grabowez)                              |
| Hranitne                        | Гранітне                | Гранитное (Granitnoje)                           |
| Hrynenky                        | Гриненки                | Гриненки (Grinenki)                              |
| Jastrubycha                     | Яструбиха               | Ястребиха (Jastrebicha)                          |
| Monastyrske (bis 2016 Marksowe) | Монастирське (Марксове) | Монастырское (Monastyrskoje)/Марксово (Marksowo) |
| Nowoseliwka                     | Новоселівка             | Новосёловка (Nowosjolowka)                       |
| Sabuschschja                    | Забужжя                 | Забужье (Sabuschje)                              |
| Schura                          | Шура                    | Шура                                             |
| Sjankiwzi                       | Зяньківці               | Зяньковцы (Sjankowzy)                            |
| Skryzke                         | Скрицьке                | Скрицкое (Skrizkoje)                             |
| Sorokoduby                      | Сорокодуби              | Сорокодубы (Sorokoduby)                          |
| Wowtschok                       | Вовчок                  | Волчок (Woltschok)                               |
| Wyhnanka                        | Вигнанка                | Выгнанка (Wignanka)                              |
| Wyschkiwzi                      | Вишківці                | Вышковцы (Wyschkowzy)                            |

## Söhne und Töchter Brazlaws
- Iwan Bohun (1618–1664), ukrainischer Freiheitskämpfer
- Mejer Furschtschik (1886–1944), sowjetischer Philosoph
- Peter Duhr (1903–1984), deutscher Schriftsteller und Freund des Journalisten und Widerstandskämpfers Walter Zwirner
- Anatoli Bely (* 1972), russischer Theater- und Filmschauspieler